# Rai (Orne)
Rai is een gemeente in het Franse departement Orne (regio Normandië). De plaats maakt deel uit van het arrondissement Mortagne-au-Perche. Rai telde op 1 januari 2022 1.437 inwoners.

## Geografie
De oppervlakte van Rai bedroeg op 1 januari 2022 16,03 vierkante kilometer; de bevolkingsdichtheid was toen 89,6 inwoners per km².

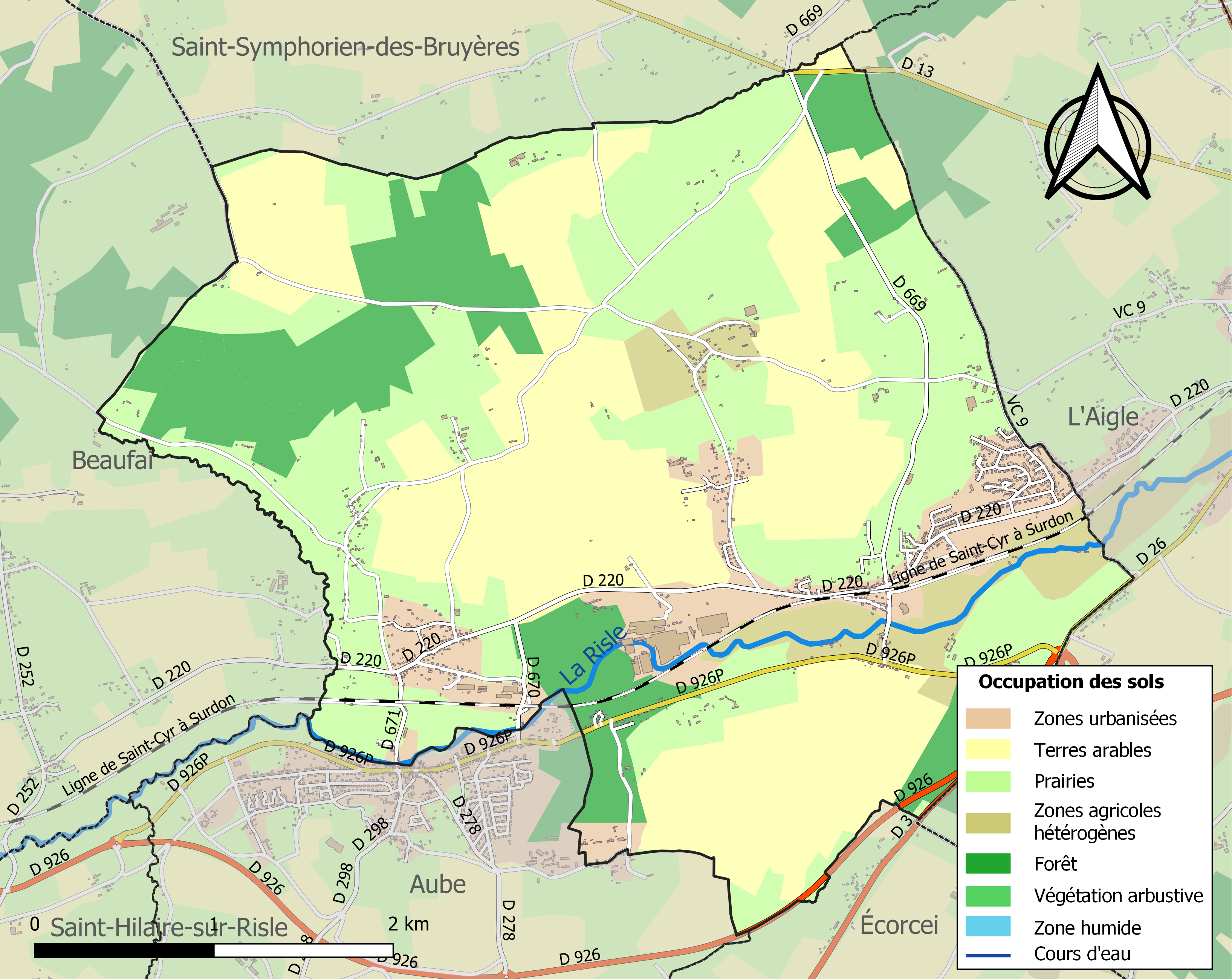
Kaart van de gemeente met belangrijkste infrastructuur, bodemgebruik en omliggende gemeenten

## Verkeer en vervoer
In de gemeente ligt spoorwegstation Rai - Aube.

## Demografie
Onderstaande figuur toont het verloop van het inwonertal (bron: INSEE-tellingen).